# Neodiplocampta mirella
Neodiplocampta mirella är en tvåvingeart som beskrevs av Hull och Martin 1974. Neodiplocampta mirella ingår i släktet Neodiplocampta och familjen svävflugor.
Artens utbredningsområde är Kalifornien. Inga underarter finns listade i Catalogue of Life.